# Куприт
Купри́т (син.: красная медная руда, назв. от лат. cuprum — «медь») — минерал класса оксидов, Cu2O. 

## Общая информация
Тёмно-красные просвечивающие до полупрозрачных кристаллы кубической сингонии, при этом часто октаэдрического облика, зернистые и землистые массы, спутанно-игольчатые агрегаты. Твёрдость — от 3,5 до 4; плотность — 6 г/см³. Пьезоэлектрик. Впервые описан в 1845 году.
Встречается в зоне окисления меднорудных месторождений. Больших скоплений не образует. Встречается вместе с малахитом, самородной медью и другими вторичными минералами в зоне окисления медных месторождений. Руда меди, как составная часть комплексных медных руд используется наряду с другими вторичными медьсодержащими минералами для выплавки меди. Используется также для долговременного предохранения медных поверхностей (в основном памятников) от контакта с внешней средой.
Месторождения в России — уральские Гумёшевский рудник и Меднорудянское месторождение; также около Лиона во Франции.